# Malleiten
Koordinaten: 47° 51′ 2″ N, 16° 8′ 46″ O

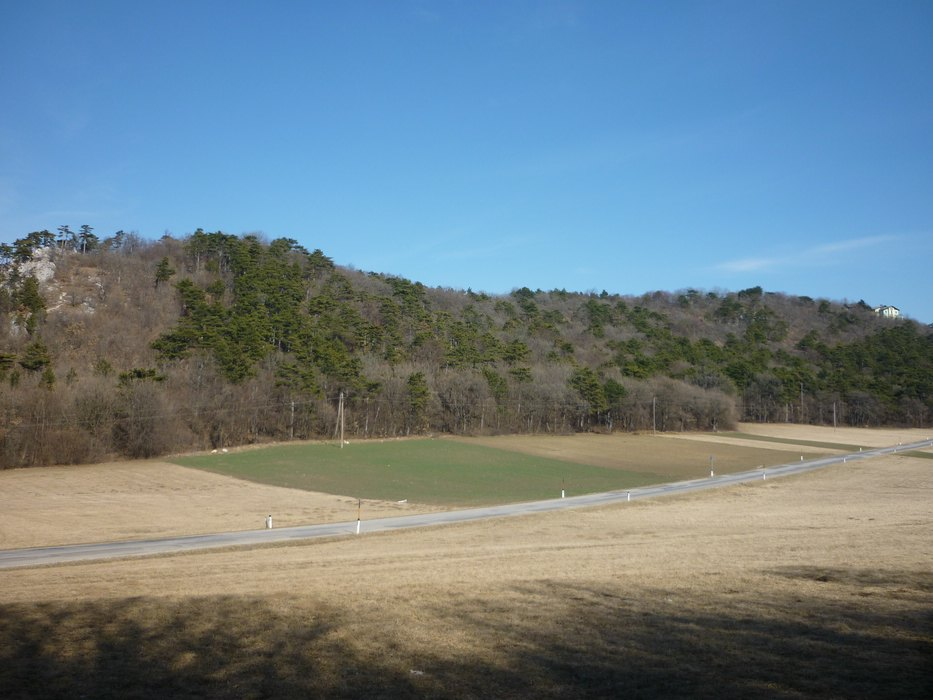
Pfaffenkogel mit dem Finkenhaus (rechts) und Linsbauerfelsen (links), im Vordergrund die Zweierwiese

Die Malleiten (auch Maleiten, Marleiten, Malleitenberg oder Mahleiten) ist eine Bezeichnung für die Bergkuppen und Hochflächen im Norden der Fischauer Vorberge in Niederösterreich. Die Malleiten ist etwa 2,4 ha groß. Die höchste Erhebung der Malleiten ist der Pfaffenkogel mit 553 m ü. A. Seehöhe.

## Ausdehnung
Die Malleiten wird im Süden durch die Landesstraße von Bad-Fischau nach Dreistetten begrenzt. Im Norden und Westen fällt die Hochfläche relativ steil zum Marchgraben hin ab. Im Osten leitet sie sanft ins Wiener Becken über. Sie erstreckt sich (im Uhrzeigersinn) über die Gemeinden Markt Piesting, Winzendorf-Muthmannsdorf, Bad Fischau-Brunn und Wöllersdorf-Steinabrückl.

## Gipfel und Erhebungen

### Pfaffenkogel
Der mit 553 m ü. A. Seehöhe höchste Gipfel der Malleiten bietet einen schönen Blick über das Steinfeld. An der höchsten Stelle steht das Finkenhaus, ein ehemaliges Gasthaus, auf das die Wanderwege ausgerichtet waren. Einst befand sich hier auch die Schubert-Aussichtswarte. Heute ist das Haus in Privatbesitz und es wird kein Gastbetrieb mehr geführt (wie auch im 2. ehemaligen Gasthaus der Fischauer Berge, dem Gasthaus zum Kürassier). Das Betreten des Finkenhauses und des dazugehörigen Grundstückes ist heute nicht mehr gestattet, auf dem Zufahrtsweg herrscht Fahrverbot. Die Wegweisertafeln sind großteils entfernt worden und die Markierungen abgekratzt.

### Andreasstein
Ein Vorgipfel des Pfaffenkogels mit 536 m Höhe liegt innerhalb der Kehre des oben genannten Fahrwegs und ist nur weglos zu erreichen. 

### Töpferboden
Zwischen Marchgraben und Pfaffenkogel befindet sich der recht ebene Töpferboden, mit der Töpferwiese. Benannt ist die Wiese nach den häufigen Keramikfunden. Die bedeutendste Höhle hier ist die von Ignaz Hofmann entdeckte und nach ihm benannte Hofmannshöhle (1864/8). Ein Geheimtipp am westlichen Rand des Töpferbodens sind der Linsbauerfelsen und der Hanslstein, zwei Punkte mit schöner Aussicht. Im Marchgraben befindet sich die Zigeunerhöhle (1864/21).

### Steinereben
Weitgestreckte Hochfläche östlich der Fiedlerwiese. Hier befinden sich der Teufelsmühlstein und die Durchgangshöhle Steinerner Stadl (1864/18). Am Rande der Hochfläche befindet sich eine große Anzahl von Höhlen, wie z. B. die Muidwurmhöhle.

## Geologie
Die Malleiten wird großteils von Triaskalken und -dolomiten gebildet.

## Geschichte
Im Bereich der Malleiten befand sich eine ur- und frühgeschichtliche Höhensiedlung, die unter anderem mit der Gewinnung und Verarbeitung von Kupfer in Zusammenhang stand. Zahlreiche Funde (z. B. Tonscherben und -gefäße), die zum Teil im Wiener Neustädter Stadtmuseum aufbewahrt werden, zeugen davon. 14 Hügelgräber aus der Hallstattzeit (ca. 800–600 v. Chr.), in denen Brandbestattung üblich war, sind bereits erforscht worden.
Römische Steindenkmäler von der Malleiten befinden sich in den Schlössern Ebreichsdorf und Hernstein.